# ما جديد (العدين)

تعديل مصدري - تعديل

ما جديد هي إحدى قرى عزلة الجبلين بمديرية العدين التابعة لمحافظة إب، بلغ تعداد سكانها 2928 نسمة حسب تعداد اليمن لعام 2004.